# 中国农工民主党江西省委员会
中国农工民主党江西省委员会，简称农工党江西省委、江西农工党，是中国农工民主党在江西省的地方组织。